# Gob
Gob é uma banda de punk rock canadense de Vancouver, Colúmbia Britânica, formada em 1993. Em 2000, a banda foi indicada para o prêmio de melhor nova banda no Juno Award, e outra nomeação para o prêmio Juno de melhor vídeo, em 2002.

## Discografia

### Álbuns de estúdio
- Too Late... No Friends (1996)
- How Far Shallow Takes You (1998)
- The World According to Gob (2000)
- Foot in Mouth Disease (2003)
- Muertos Vivos (2007)
- Apt. 13 (2014)

### EP
- Gob (1994)
- Green Beans and Almonds (1995)
- Dildozer (1995)
- Has Fil Flipped? (1997)
- Ass Seen on TV (1997)
- F.U. EP (2002)

## Banda

### Integrantes
- Tom Thacker - guitarra/vocal (1993-presente)
- Theo Goutzinakis - guitarra/vocal (1993-presente)
- Gabe Mantle - bateria/percussão/backing vocal (1998-presente)
- Steven Fairweather - baixo/backing vocal (2008-presente)

### Ex-integrantes
- Kelly Macauley - baixo/backing vocal (1993-1995)
- Jamie Fawkes - baixo/backing vocal (1995-1996)
- Happy Kreter - baixo/backing vocal (1996)
- Patrick "Wolfman Pat" Paszana - bateria/percussão/backing vocal (1993-1998)
- Craig Wood - baixo/backing vocal (1996-2004)
- John Franco - baixo/backing vocal (2004-2007)
- Tyson "Peter Pan" Maiko - baixo/backing vocal (2007-2008)

### Participações
- Cone McCaslin - baixo/backing vocal (2009)